# Kommissarin Lucas – Der Wald
Der Wald ist ein Film des ZDF, der Teil der Serie Kommissarin Lucas ist. Ralf Huettner führte Regie bei dem 2015 ausgestrahlten Fernsehfilm. Ihr 22. Fall führt Kommissarin Lucas (Ulrike Kriener) in den Wald, wo sie die Spuren eines Mädchens vermutet, das nachts von einer Brücke gestürzt ist. Die Haupt-Gaststars dieser Folge sind Maximilian Brückner, Alex Brendemühl, Emma Bading, Karl Alexander Seidel sowie Wolfgang Maria Bauer und Suzan Anbeh.

## Handlung
Ein Mädchen wird tot unter einer Brücke gefunden. Es deutet zunächst alles auf Selbstmord hin, doch Kriminalhauptkommissarin Ellen Lucas hat sofort Zweifel. Bei ihren Ermittlungen steht ihr eine neue Assistentin zur Seite: Judith Marlow. Die Feststellung der Identität der Toten gestaltet sich schwierig, denn es finden sich kaum Anhaltspunkte. Das Gesicht des Mädchens ist durch den Sturz stark entstellt, sodass man nicht mit einem Foto an die Öffentlichkeit gehen kann und eine passende Vermisstenmeldung liegt nicht vor. Kommissar Tom Brauer kann eine Diskothek ausfindig machen, in der das Mädchen wahrscheinlich zu Gast war und Kommissarin Lucas stößt auf einen Bericht über zwei Schülerinnen, die schon seit sieben Wochen nicht mehr die Schule besucht haben. Dem geht sie nach und findet so zu Peter Schwertz, einen Aussteiger, der mit seinen Töchtern in einer provisorischen Unterkunft im Wald lebt. Seine Frau hat sich von ihm getrennt und kann ausfindig gemacht werden. Sie identifiziert das tote Mädchen als ihre sechzehnjährige Tochter Johanna.
Ellen Lucas versucht den genauen Aufenthaltsort von Peter Schwertz ausfindig zu machen und kontaktiert deshalb den Revierförster Henning Niemeyer. Allein kann sie das große Waldgebiet allerdings nicht bewältigen und fordert daher eine Hundestaffel an. So gelingt es, das Lager von Schwertz ausfindig zu machen, doch es ist leer. Lucas sucht allein weiter, stürzt dabei allerdings in eine Felsspalte, aus der sie sich ohne Hilfe nicht wieder befreien kann. Bei allem Ärger über dieses Missgeschick, tut ihr die Ruhe im Wald gut. Erst spät in der Nacht entdeckt sie eine Strickleiter und kann so aus ihrem „Gefängnis“ entkommen.
Am nächsten Tag bringt Monika Schwertz ihre jüngere Tochter Jessica zum Polizeirevier. Sie ist ihrem Vater weggelaufen und da ihre Mutter weiß, dass die Polizei nach ihr und ihrem Vater sucht, hat sie das Mädchen vorbeigebracht. Von ihr erfährt die Kommissarin, dass Johanna mit Henning Niemeyer „verlobt“ war. So wird Niemeyer befragt und er räumt ein, sich mit Johanna an jenem Abend gestritten zu haben. Als sie weglief habe er sie gesucht und sei ihr nachgefahren. Dann habe er sie auf der Brücke gesehen, wo sie sich mit Hansi, dem geistig behinderten Sohn des Discobetreibers, gestritten habe. Aufgrund von Hansis Behinderung kann nicht herausgefunden werden, ob Johanna versehentlich und aus eigener Schuld in die Tiefe gestürzt ist, oder ob der behinderte Hansi sie möglicherweise gestoßen hatte.

## Produktion, Veröffentlichung
Der Wald wurde in München gedreht und am 25. April 2015 zur Hauptsendezeit im ZDF erstausgestrahlt.

## Rezeption

### Einschaltquote
Bei der Erstausstrahlung im ZDF wurde Der Wald von 6,29  Millionen Zuschauern gesehen, was einem Marktanteil von 21,2 Prozent entsprach.

### Kritiken
Harald Keller meinte bei Tittelbach.tv: Der Wald ist „eine Geschichte um verstiegene, teils gescheiterte Lebensentwürfe, um psychologischen Missbrauch nicht nur unter den Verdächtigen. Auch die Ermittler leiden, nicht in jener spektakulären Manier, indem sie in erzwungenen Handlungsvolten in ihre Fälle verwickelt werden, sondern alltäglich, aus der Summe ihrer Lebenserfahrungen heraus. Und beweisen bei all dem bisweilen immer noch Humor.“
Die Kritiker der Fernsehzeitschrift TV Spielfilm meinten: „Ein dürrer Krimi voller Psycho- und Märchenmetaphern, aber unterhaltsam.“
TV Today wertete: „Da hat Ralf Huettner aber einen seltsamen, sperrigen Film gedreht – einen Krimi, der sich etwas dürr dahinschleppt, ein Familiendrama, das nur gestreift wird, eine Groteske, die keine sein will, bevölkert mit teils schrägen, teils blassen Figuren und Märchenmotiven. Geht’s um Generationskonflikte? Um Wunsch und Wille? Verantwortung? Man weiß es nicht. Wahrscheinlich ist der Wald eine Psychometapher, die wir nicht kapieren, und der Weg das Ziel.“